# Rotten Tomatoes
Rotten Tomatoes (транскр.  Rotten Tomatoes — „трули парадајзи”) веб-сајт је која сакупља филмске критике, као и информације и вести о филмовима, а потом генерише агрегирану рецензију. Компанију су у августу 1998. покренула три студента са Калифорнијског универзитета, Берклија: Сен Дуонг, Патрик И. Ли и Стивен Ванг.
Назив странице потиче од клишеа публике која баца парадајз и друго поврће на лоше сценске наступе. Страница је тренутно у власништву компаније Фликстер, која је у власништву корпорације Ворнер брос. Од 2010, главни уредник сајта је био Мет Атчити. У фебруару 2016. Rotten Tomatoes и његов матични сајт Фликстер продати су Комкастовој компанији Фанданго. Ворнер брос је задржао мањински удео у спојеним ентитетима, укључујући Фанданго.

## Историја
Rotten Tomatoes покренут је 12. августа 1998. године, као пројекат који је Сен Дуонг радио у слободно време. Његов циљ у стварању Rotten Tomatoes био је "створити веб локацију на којој ће људи моћи да приступе коментарима разних критичара из САД". Као обожаватељ Џеки Чена, Дуонг је био инспирисан да креира веб страницу након што је прикупио све критике о Ченовим акцијским филмовима из Хонг Конга док су били приказивани у Сједињеним Државама. Окидач за креирање веб странице био је филм "Гас до даске" (1998), Ченов први велики холивудски филм, који је првобитно планиран да буде приказан у августу 1998. године. Дуонг је веб локацију направио за две недеље и веб страница је почела да ради истог месеца, али приказивање филма "Гас до даске" је на крају померен за септембар 1998. године. Поред филмова о Џекију Чену, почео је да укључује на сајт и друге филмове. Први холивудски филм који није био са Џеки Ченом, чије су критике биле приказане на Rotten Tomatoes Томејтоуз био је "Пријатељи и суседи" (1998). Веб сајт је одмах постигао успех, јер су у првој недељи од њеног представљања били поменути на Нетскејпу (енг. Netscape), Јаху и УСА Тудеј (енг. USA Today); Као резултат тога привукли су „600–1000 јединствених посетилаца дневно“. Дуонг се удружио са пријатељима са Калифорнијског универзитета, Беркли, Патриком И. Лијем и Стивеном Вангом, који су били његови бивши партнери компаније за веб дизајн, како би рад на Rotten Tomatoes Томејтоузу био пројекат са пуним радним временом. Званично су га лансирали 1. априла 2000. године.
У јуну 2004. године, Ај-Џи-Ен купио је Rotten Tomatoes, а цифра није била објављена. У септембру 2005. године Фокс Интерактив Медија су купили Ај Џи Ен. У јануару 2010. године, Ај Џи Ен је продао веб локацију Фликстеру. Комбиновани домет обе компаније је 30 милиона јединствених посетилаца месечно на свим различитим платформама, према наводима компаније. Ворнер брос је 2011. купио Rotten Tomatoes.
Почетком 2009. године Тренутна телевизија (енг.Current Television) лансирала је телевизијску верзију веб странице, "Rotten Tomatoes Томејтоуз Шоу". Водитељи су били Брет Ерлих и Елен Фокс, а тект је писао Марк Ганек. Емисија се емитовала сваког четвртка у 10:30ч. Последња епизода емитована је 16. септембра 2010. године. Касније је поново приказивана, али као много краћи сегмент ИнфоМаније, сатиричне информативне емисије која је завршила 2011. године.
До краја 2009. веб страница је дизајнирана тако да омогући Rotten Tomatoes корисницима да стварају и придружују се групама како би разговарали о различитим аспектима филма. Једна група, „Награде Златне остриге“, прихватала је гласове чланова за разне награде, имитирајући познату Награду Златни глобус. Када је Фликстер купио компанију, они су расформирали групе, најављујући: "Сегмент Групе су заустављене како би се отворио пут за нове функције заједнице које ће ускоро бити. У међувремену, користите форуме да наставите са разговорима о омиљеним темама филма". Од фебруара 2011. додате су нове функције заједнице, а остале су уклоњене. На пример, корисници више нису могли да сортирају филмове по свежим рејтинзима и обрнуто.
Дана 17. септембра 2013. године, секција посвећена сценаријским телевизијским серијама под називом „ТВ зона“ је креирана као подсекција на веб сајту.
У фебруару 2016. Rotten Tomatoes и његов матични сајт Фликстер продати су Комкастовом Фандангу. Ворнер Брос задржао је мањински удео у спојеним ентитетима, укључујући Фанданго.
У јулу 2017. године, главни уредник веб странице од 2007. године, Мет Атчити, напустио је Rotten Tomatoes да би се придружио "Младим Турцима" (енг. The Young Turks) програму на Јутјубу. 1. новембра 2017. страница је лансирала нову веб серију на Фејсбуку, "Види то/Прескочи" (енг. See It/Skip It). 
У марту 2018. године, сајт је објавио свој нови дизајн, икону и лого први пут после 19 година..

## Посећеност
Rotten Tomatoes се налази међу 1000 најбољих сајтова, рангиран на око 400. месту, широм света и налази се у првих 150 у САД, према рејтингу сајта Алекса.  Месечни јединствени посетиоци на сајт домена су достизали чак 26 милиона посетилаца глобално (14,4 милиона у САДу) према мерењу сервиса Кванткаст (енг. Quantcast).